# Государственная премия РСФСР имени К. С. Станиславского
Государственная премия РСФСР имени К. С. Станиславского — премия, ежегодно присуждаемая СМ РСФСР в области театрального искусства. Премия присуждалась в 1966—1991 годах за все виды сценической деятельности, а также за книги о театре. Награждённым присваивалось звание «Лауреат Государственной премии РСФСР», вручался Почётный знак и диплом.

## Лауреаты Государственной премии РСФСР имени К. С. Станиславского

### 1966
1. Борисова, Юлия Константиновна — за исполнение ролей Вали в спектакле «Иркутская история» А. Н. Арбузова, Полины Казанец в спектакле «Стряпуха замужем» А. В. Софронова и Мавры Покритченко в спектакле «Правда и кривда» М. А. Стельмаха на сцене МАДТ имени Е. Б. Вахтангова
2. Симонов, Николай Константинович — за исполнение ролей Маттиаса Клаузена в спектакле «Перед заходом солнца» Г. Гауптмана и Сальери в спектакле «Маленькие трагедии» А. С. Пушкина на сцене ЛАТД имени А. С. Пушкина
3. Марков, Павел Александрович — за книги «Правда театра» и «Режиссура Вл. И. Немировича-Данченко в музыкальном театре»

### 1967
1. Мустай Карим (Каримов Мустафа Сафич), автор пьесы; Муртазина, Шаура Мусовна, режиссёр; Имашева, Галия Шакировна, художник; Бикбулатова, Зайтуна Исламовна, исполнительница роли Танкабике, — за спектакль «В ночь лунного затмения» М. Карима, поставленный на сцене Башкирского ГАТД
2. Образцов, Сергей Владимирович — за постановку спектакля для детей и взрослых в ГАЦТК
3. Равенских, Борис Иванович — за постановку спектакля «Поднятая целина» М. А. Шолохова в МДТ имени А. С. Пушкина

### 1968
1. Киселёв, Юрий Петрович — за постановку спектакля «Сказ о времени далёком и близком» в Саратовском АТЮЗ имени Ленинского комсомола
2. Тхапсаев, Владимир Васильевич — за исполнение ролей в спектаклях «Отелло» Шекспира, «Сармат и его сыновья», «Чёрная девушка», «Горящее сердце» на сцене Северо-Осетинского ГАДТ
3. Воронов, Борис Дмитриевич, режиссёр; Герасименко, Виктор Яковлевич, художник; Левкоев, Николай Александрович, исполнитель роли Луки; Волошин, Николай Григорьевич, исполнитель роли Сатина — за спектакль «На дне» М. Горького, поставленный на сцене Горьковского ГАТД имени М. Горького

### 1969
1. Толубеев, Юрий Владимирович — за исполнение ролей Антона Ивановича Забелина, Матвея Дорофеевича Журбина, Николая Евгеньевича Богословского в спектаклях «Кремлёвские куранты» Н. Ф. Погодина, «Семья Журбиных» по В. А. Кочетову, «Дело, которому ты служишь» Ю. П. Германа на сцене ЛАТД имени А. С. Пушкина
2. Прозоров, Николай Захарович — за исполнение ролей Литвинова, Якимова, Старика в спектаклях «На диком бреге» по Б. Н. Полевому, «Совесть» по Д. Г. Павловой, «Старик» М. Горького на сцене Красноярского КДТ имени А. С. Пушкина

### 1970
1. Яншин, Михаил Михайлович — за исполнение роли Василия Семёновича Кузовкина в спектакле «Нахлебник» И. С. Тургенева на сцене МХАТ имени М. Горького
2. Гриценко, Николай Олимпиевич, исполнитель роли Нила Федосеевича Мамаева; Плотников Николай Сергеевич, исполнитель роли Крутицкого; Яковлев, Юрий Васильевич, исполнитель роли Егора Дмитриевича Глумова в спектакле «На всякого мудреца довольно простоты» А. Н. Островского на сцене МАДТ имени Е. Б. Вахтангова

### 1971
1. Провоторов, Николай Сергеевич — за создание образа В. И. Ленина в спектакле «Незабываемые годы» по трилогии Н. Ф. Погодина и исполнение роли Георгия Петровича Бармина в спектакле «Человек и глобус» В. В. Лаврентьева на сцене Краснодарского КАДТ имени М. Горького
2. Родионов, Леонид Никонорович, режиссёр; Мазанов, Владимир Михайлович, художник; Терентьев, Геннадий Терентьевич, исполнитель роли И. Н. Ульянова; Родионов, Виктор Иосифович, исполнитель роли И. Я. Яковлева; Григорьев, Николай Данилович, исполнитель роли Володи Ульянова, — за спектакль «Волны бьют о берег» Н. Т. Терентьева, поставленный на сцене Чувашского ГАДТ имени К. В. Иванова
3. Шишигин, Фирс Ефимович — за постановку спектаклей последних лет в Ярославского ГАДТ имени Ф. Г. Волкова

### 1972
1. Мурадова, Барият Солтанмеджидовна — за исполнение ролей Матери-Родины, Софьи, Жумайсат в спектаклях «Сквозь бурю» М.-С. Я. Яхьяева, «Мать» М. Горького, «Молла Насреддин» в Кумыкском МДТ имени А. П. Салаватова (Махачкала)
2. Салынский, Афанасий Дмитриевич, автор пьесы; Гончаров, Андрей Александрович, режиссёр; Бабанова, Мария Ивановна, исполнительница роли Лидии Самойловны; Мизери, Светлана Николаевна, исполнительница роли Марии Сергеевны Одинцовой; Самойлов, Владимир Яковлевич, исполнитель роли Анатолия Мартыновича Добротина, — за спектакль «Мария» А. Д. Салынского, поставленный на сцене МАДТ имени В. В. Маяковского
3. Тимонен, Антти Николаевич, автор пьесы; Хайми, Тойво Семёнович, режиссёр; Микшиев, Пётр Григорьевич, исполнитель роли Васселея; Томберг, Елизавета Степановна, исполнительница роли Маланьи, — за спектакль «Примешь ли меня, земля карельская?» А. Н. Тимонена, поставленный на сцене Финского ДТ Карельской АССР

### 1973
1. Анкилов, Николай Пантелеевич, автор пьесы; Киржнер, Яков Маркович, режиссёр; Каширин, Борис Михайлович, исполнитель роли Плетнёва; Ожигова, Татьяна Анатольевна, исполнительница роли Полинки; Чонишвили (Прокоп) Валерия Ивановна, исполнительница роли Марийки Уваровой, — за спектакль «Солдатская вдова» Н. П. Анкилова, поставленный на сцене Омского ОДТ
2. Горбачёв, Игорь Олегович — за создание образа нашего современника в спектаклях ЛАТД имени А. С. Пушкина
3. Софронов, Анатолий Владимирович, драматург, — за пьесы «Ураган» (1972) и «Наследство» (1969)

### 1974
1. Андровская (Шульц) Ольга Николаевна, исполнительница роли пани Конти; Грибов, Алексей Николаевич, исполнитель роли часовщика Райнера;; Станицын (Гёзе) Виктор Яковлевич, исполнитель роли инспектора Мича; Прудкин, Марк Исаакович, исполнитель роли пана Хмелика, — за высокое художественное исполнительское мастерство в спектакле «Соло для часов с боем» О. Заградника, поставленном на сцене МХАТ имени М. Горького
2. Пашнев, Эдуард Иванович, автор пьесы; Дроздов, Глеб Борисович, автор пьесы и режиссёр; Гапонова, Нина Ивановна, художник; Ставонин, Геннадий Трофимович, композитор; Кочергов, Юрий Васильевич, исполнитель роли Виктора Хары; Мануковская, Римма Афанасьевна, исполнительница роли; Седов, Владимир Алексеевич, исполнитель роли Сальвадора Альенде, — за спектакль «Хроника одного дня» Э. И. Пашнева и Г. Б. Дроздова, поставленный на сцене Воронежского АТД имени А. В. Кольцова

### 1975
1. Борисов, Александр Фёдорович — за исполнение ролей в спектаклях «На дне» М. Горького, «Мёртвые души» Н. В. Гоголя, «Ураган» А. В. Софронова на сцене ЛАТД имени А. С. Пушкина
2. Мосолова, Лидия Владимировна — за исполнение ролей в спектаклях «Птицы нашей молодости» И. П. Друцэ и «Васса Железнова» М. Горького на сцене Пермского ОДТ
3. Симонов, Евгений Рубенович, режиссёр; Ульянов, Михаил Александрович, исполнитель роли Игоря Петровича Друянова, — за спектакль «День-деньской» А. Л. Вейцлера и А. Н. Мишарина, поставленный на сцене МАДТ имени Е. Б. Вахтангова

### 1976
1. Владимирова (Фрейндлих) Алиса Бруновна — за исполнение ролей Щёголевой, Ковалёвой и Малыша в спектаклях «Человек со стороны» и «Ковалёва из провинции» И. М. Дворецкого, «Малыш и Карлсон, который живёт на крыше» А. Линдгрен, поставленных на сцене ЛАДТ имени Ленсовета
2. Монастырский, Пётр Львович, режиссёр; Борисов Владимир Владимирович, исполнитель роли Тимофея Павловича Непряхина; Ершова, Вера Александровна, исполнительница роли Марии Сергеевны Щелкановой; Кузьмин Николай Николаевич, исполнитель роли полковника Берёзкина; Михеев Николай Александрович, исполнитель роли Павла Александровича Непряхина, — за спектакль «Золотая карета» Л. М. Леонова, поставленный на сцене Куйбышевского АТД имени М. Горького
3. Цициновский, Ян Станиславович, режиссёр; Бушнов, Михаил Ильич, исполнитель роли Прохора Зыкова; Ливанов, Аристарх Евгеньевич, Морозенко, Павел Семёнович, исполнители роли Григория Пантелеевича Мелехова; Лымарь, Людмила Дмитриевна, исполнительница роли Аксиньи Астаховой;  Серова, Евгения Ильинична, исполнительница роли, — за спектакль «Тихий Дон» М. А. Шолохова, поставленный на сцене Ростовского областного драматического театра имени М. Горького

### 1977
1. Царёв, Михаил Иванович — за исполнение роли Павла Афанасьевича Фамусова в спектакле «Горе от ума» А. С. Грибоедова на сцене ГАМТ
2. Михалков, Сергей Владимирович, автор пьесы; Плучек, Валентин Николаевич, режиссёр; Аросева, Ольга Александровна, исполнительница роли Раисы Марковны Махониной; Менглет, Георгий Павлович, исполнитель роли Пал Палыча Махонина; Ткачук, Роман Денисович, исполнитель роли Полудушкина, — за спектакль «Пена» С. В. Михалкова, поставленный на сцене МАТС
3. Хакишев, Руслан Шалаудинович, автор пьесы и режиссёр; Гайтукаев, Ахият Ахметович, исполнитель роли; Хадзиев, Магомет-Гирей Хатоевич, исполнитель роли, — за спектакль «Песни вайнахов» Р. Ш. Хакишева, поставленный на сцене Чечено-Ингушского ДТ имени Х. Нурадилова

### 1978
1. Голубовский, Борис Гаврилович, режиссёр; Кулагин, Леонид Николаевич, исполнитель роли; Скворцов Александр Александрович, исполнитель роли Вадима Никитина, — за спектакль «Берег» Ю. В. Бондарева, поставленный на сцене МДТ имени Н. В. Гоголя
2. Гуляева, Нина Ивановна, актриса МХАТ имени М. Горького; Щуко, Марина Владимировна, актриса Вологодского ОДТ, — за исполнение роли старухи Анны в спектаклях «Последний срок» В. Г. Распутина
3. Куликовский, Михаил Алексеевич, режиссёр, — за постановку спектаклей «Кочубей» А. А. Первенцева, «Старик» М. Горького, «Фауст» И.-В. Гёте в Краснодарском АДТ имени М. Горького

### 1979
1. Меркурьев, Василий Васильевич (посмертно) и Адашевский, Константин Игнатьевич — за исполнение роли Николая Николаевича Бурцева в спектакле «Пока бьётся сердце» Д. Я. Храбровицкого на сцене ЛАТД имени А. С. Пушкина
2. Миннуллин, Туфан Абдуллович, автор пьесы; Салимжанов, Марсель Хакимович, режиссёр; Биктемиров, Шаукат Хасанович, исполнитель роли Альмандара, — за спектакль «Альмандар из деревни Альдермеш (Белая ворона)» Т. А. Миннуллина, поставленный на сцене Татарского ГАДТ имени Г. Камала
3. Чирков, Борис Петрович — за исполнение ролей Абаго Богверидзе, Флора Федуловича Прибыткова, Петра Константиновича Муромского в спектаклях «Пока арба не перевернулась» О. Ш. Иоселиани, «Последняя жертва» А. Н. Островского, «Дело» А. В. Сухово-Кобылина на сцене МДТ имени Н. В. Гоголя

### 1980
1. Андреев, Владимир Алексеевич, режиссёр, — за постановку спектаклей последних лет в МАДТ имени М. Н. Ермоловой и ГАМТ
2. Григорьян, Феликс Григорьевич, режиссёр; Варенцов, Владимир Васильевич, исполнитель роли Ефрема Николаевича Мещерякова, — за спектакль «Солёная падь» С. П. Залыгина, поставленный на сцене Томского ОДТ имени В. П. Чкалова
3. Степанцев, Евгений Кузьмич, режиссёр; Салес (Николаева) Елена Викторовна, исполнительница роли; Сазонова (Погоршина) Надежда Пантелеймоновна, исполнительница роли Степаниды Луговой, — за спектакль «Ивушка неплакучая» М. Н. Алексеева (дилогия), поставленный на сцене Кировского ОДТ имени С. М. Кирова

### 1981
1. Баронов, Валерий Петрович, режиссёр; Джапакова (Горбатова) Ирина Михайловна, исполнительница роли; Смирнов, Владимир Евгеньевич, исполнитель роли, — за спектакль «Прости меня» В. П. Астафьева, поставленный на сцене Вологодского ТЮЗа
2. Бобылёв, Иван Тимофеевич, режиссёр, — за постановку спектаклей «Усвятские шлемоносцы» Е. И. Носова, «Егор Булычов и другие» М. Горького в Пермском АДТ
3. Томилин, Глеб Константинович, режиссёр; Полянский, Иван Николаевич, исполнитель роли И. В. Мичурина, — за спектакль «Белый пожар» И. Г. Гладких в Мичуринском ТД Тамбовской области

### 1982
1. Басин, Натан Израилевич, режиссёр; Баженов Александр Николаевич, художник; Дьяконов, Валерий Аркадьевич, исполнитель роли Ивана Егоровича Данилова; Зима, Светлана Александровна, исполнительница роли Юлии Дмитриевны; Трущенко, Валентин Александрович, исполнитель роли Николая Евгеньевича Белова, — за спектакль «Спутники» В. Ф. Пановой, поставленный на сцене Красноярского КДТ имени А. С. Пушкина
2. Ефремова, Вера Андреевна, режиссёр, — за постановку спектаклей последних лет в Калининском ОАДТ
3. Соколова, Ирина Леонидовна — за исполнение ролей в спектаклях последних лет на сцене ЛенТЮЗ имени А. А. Брянцева

### 1983
1. Гуляев, Владимир Дмитриевич, режиссёр; Евстигнеев, Дмитрий Сергеевич, художник; Котельникова, Анна Георгиевна, исполнительница роли Бобылихи; Мазеин, Владимир Георгиевич, исполнитель роли Берендея, — за спектакль «Снегурочка» А. Н. Островского, поставленный на сцене Коми-Пермяцкого ОДТ имени М. Горького
2. Солцаев, Мималт Мусаевич, режиссёр; Давлетмирзаев, Муталип Ахмадович, исполнитель роли В. И. Ленина, — за спектакль «Лениниана», поставленный на сцене Чечено-Ингушского драматического театра имени Х. Нурадилова;
3. Никитин, Владимир Архипович, режиссёр, — за постановку спектаклей в 1980—1982 годах на сцене Калининского ГТК

### 1984
1. Барышев, Ярослав Павлович, Каюров, Юрий Иванович, Фадеева, Софья Николаевна — за исполнение ролей Ильи Петровича Рамзина, художника Васильева, Раисы Михайловны в спектакле «Выбор» Ю. В. Бондарева на сцене ГАМТ
2. Сударушкин, Виктор Борисович, режиссёр, — за постановку спектаклей «Осторожно! Волшебники рядом», «Мистер Твистер» С. Я. Маршака на сцене ЛБТК
3. Хугаев, Георгий Доментьевич, режиссёр; Келехсаев, Магрез Ильич, художник; Гогичев, Исаак Владимирович, исполнитель роли; Икаев, Маирбек Сидамонович, исполнитель роли; Мерденов, Юрий Камбулатович, исполнитель роли Алеманта; Сланов, Константин Гаврилович, исполнитель роли, — за спектакль «Тимон Афинский» Шекспира, поставленный на сцене Северо-Осетинского АДТ имени В. В. Тхапсаева

### 1985
1. Бородин, Алексей Владимирович и Некрасова, Анна Алексеевна, режиссёры; Бенедиктов, Станислав Бенедиктович, художник; Андросов, Михаил Трофимович, исполнитель роли Жильнормана; Балмусов, Юльен Сергеевич, исполнитель роли Жавера; Воронов, Иван Дмитриевич, Лученко, Юрий Васильевич, исполнители роли Жана Вальжана; Куприянова, Маргарита Григорьевна, исполнительница роли сестры Симплиции, — за спектакль «Отверженные» В. Гюго, поставленный на сцене ГЦДТ; Вольховский, Валерий Абрамович, режиссёр; Луценко, Елена Леонидовна, художник; Голованов, Виктор Семёнович, исполнитель роли; Чернявский, Владислав Иванович, исполнитель роли, — за спектакли «Карьера Артура Уи, которой могло не быть» Б. Брехта, «Мёртвые души» Н. В. Гоголя, «Аистёнок и пугало» Л. Лопейской и Г. Крчуловой, поставленные на сцене Челябинского ОТК
2. Пахомов, Владимир Михайлович, режиссёр; Погребняк, Светлана Павловна, исполнительница роли Елены Андреевны; Янко, Михаил Леонидович, исполнитель роли Михаила Львовича Астрова, — за спектакль «Дядя Ваня» А. П. Чехова, поставленный на сцене Липецкого ГАТД имени Л. Н. Толстого
3. Тростянецкий, Геннадий Рафаилович, режиссёр; Барковская, Капитолина Григорьевна, исполнительница роли Марии Ивановны Морозовой; Василиалди (Потасуева) Наталия Ивановна, исполнительница роли Софьи Мироновны Верещак; Ленина (Надеждина) Надежда Владимировна, исполнительница роли Валентины Кузьминичны Братчиковой; Псарёва, Елена Ивановна, исполнительница роли Валентины Павловны Чудаевой; Романенко, Елизавета Николаевна, исполнительница роли Ольги Яковлевны Омельченко, — за спектакль «У войны не женское лицо» С. А. Алексиевич в Омском АТД

### 1986
1. Пашнин, Валерий Павлович, режиссёр; Кузнецов Александр Васильевич, художник; Саломатова, Галина Вениаминовна, исполнительница роли Евфимии, — за спектакль «Хмель» А. Т. Черкасова (дилогия), поставленный в Минусинском ДТ Красноярского края
2. Бугреев, Анатолий Владимирович — за исполнение ролей Бориса Николаевича Чепурного и Аркадия Ивановича Свидригайлова в спектаклях «Дети солнца» М. Горького и «Преступление и наказание» Ф. М. Достоевского на сцене Приморского КАДТ имени М. Горького
3. Товстоногов, Георгий Александрович, режиссёр, — за постановку спектаклей русского классического репертуара в ЛАБДТ имени М. Горького

### 1987
1. Ошерова (Лаврентьева) Светлана Васильевна — за исполнение заглавных ролей в спектаклях «Колбаска, боцман и другие» Л. А. Закошанской по А. Линдгрен, «Маленькая Баба-Яга» Ю. И. Коринца по О. Пройслеру, «Приключения Незнайки» Н. Н. Носова на сцене Саратовского АТЮЗ имени Ленинского комсомола
2. Симакин, Виктор Алексеевич, режиссёр; Солнцева, Лариса Александровна, исполнительница заглавной роли, — за спектакль «Васса Железнова» М. Горького, поставленный на сцене Костромского ОДТ имени А. Н. Островского
3. Фокин, Валерий Владимирович, режиссёр, — за постановку спектакля «Говори…» по В. В. Овечкину на сцене МАДТ имени М. Н. Ермоловой

### 1988
1. Васильев Анатолий Александрович, режиссёр, — за постановку спектаклей «Серсо» В. И. Славкина, «Шесть персонажей в поисках автора» Л. Пиранделло в МЭТ «Школа драматического искусства»
2. Дзекун, Александр Иванович, режиссёр; Ермакова, Валентина Александровна, исполнительница роли, — за спектакль «Жили-были мать да дочь» по Ф. А. Абрамову, поставленный на сцене Саратовского АДТ имени К. Маркса

### 1989
1. Бурэ Юрий Валерьевич, режиссёр; Нестеров, Виллен Васильевич, художник; Ломако, Валерий Иванович, исполнитель роли Евгения Александровича Арбенина, — за спектакль «Маскарад» М. Ю. Лермонтова, поставленный на сцене Курского ОДТ имени А. С. Пушкина

### 1990
1. Гайнуллина, Алсу Аскаровна — за исполнение роли Ларисы Дмитриевны Огудаловой в спектакле «Бесприданница» А. Н. Островского на сцене Татарского ГАДТ имени Г. Камала
2. Неёлова, Марина Мстиславовна — за исполнение главной роли в спектакле «Крутой маршрут» Е. С. Гинзбург

### 1991
1. Поляков, Михаил Давыдович, режиссёр; Вишневская, Любовь Михайловна, исполнительница роли Маши; Пронин, Юрий Владиславович, исполнитель роли Николая Львовича Тузенбаха, — за спектакль «Три сестры» А. П. Чехова, поставленный на сцене Златоустовского ГДТ
2. Хейфец, Леонид Ефимович, режиссёр; Борисов Альберт (Олег) Иванович, исполнитель заглавной роли, — за спектакль «Павел I» Д. С. Мережковского, поставленный на сцене ЦАТСА

## Примечание
1. В Постановлениях 1990—1991 годов номинация премии указана как «в области театрального искусства» без упоминания имени К. С. Станиславского